# Brandon Labrosse
Brandon Labrosse (11 de marzo de 1999) es un futbolista seychelense que juega en la demarcación de delantero para el Foresters Mont Fleuri FC del Campeonato seychelense de fútbol.

## Selección nacional
Tras jugar en las categorías inferiores de la selección, finalmente hizo su debut con la selección de fútbol de Seychelles el 5 de septiembre de 2019 en un encuentro de clasificación para la Copa Mundial de Fútbol de 2022 contra Ruanda que finalizó con un resultado de 0-3 a favor del combinado ruandés tras los goles de Yannick Mukunzi, Muhadjiri Hakizimana y Meddie Kagere.

## Clubes
| Club                     | País       | Año   | Partidos | Goles |
| ------------------------ | ---------- | ----- | -------- | ----- |
| Foresters Mont Fleuri FC | Seychelles | 2018- |          |       |